# 特发性血小板减少性紫癜
特发性血小板减少性紫癜（英語：Idiopathic thrombocytopenic purpura，ITP）是因血小板免疫性破坏，导致外周血中血小板减少的出血性疾病。是最常见的血小板减少性紫癜，它是一种由复杂的多种机制共同参与的获得性自体免疫性疾病，其特征是孤立的血小板减少症，而没有临床上明显的情况导致血小板计数低；没有可靠的实验室检测来确认诊断。本病也称为原发免疫性血小板减少症(英語：primary immune thrombocytopenia)、自体免疫性血小板减少性紫癜（Autoimmune thrombocytopenia，ATP)。

## 流行病学
本病通常是成年人的慢性病。在美国的一篇综述中提到，儿童的患病率约为8/10万人口，成人的发病率约为12/10万人口。一些研究也报告了本病的发病率随年龄增长而增加，60岁以上的人群发病率为60岁以下人群的2倍。男女发病率相近，育龄期女性发病率高于男性。还有一些研究表明，有的人是在检查的过程中被确诊的，因为他们没有表现出相关症状，ITP个体中有1/5至1/3是无症状的；因此，有症状表现出来的发生率可能要低得多。

## 病因与发病机制
本病的病因迄今为止仍尚不明确，发病机制可能为：
1. 体液免疫和细胞免疫介导的血小板过度破坏
2. 体液免疫和细胞免疫介导的巨核细胞数量和质量的异常，血小板生成不足

根据研究表明，存在着一些诱发本病的因素。诸如：遗传因素和后天因素。如下：
1. 感染：细菌或病毒感染与ITP发病有关。
2. 免疫因素：感染不能直接导致ITP，当免疫功能受损时促进自身反应性抗体的形成，可能是ITP发病的重要原因。
3. 肝、脾作用：肝脏和脾脏可起到破坏血小板的作用。
4. 遗传因素：在一定程度上可能受基因调控。
5. 其它：雌激素可能与本病的发病有关。

## 临床表现

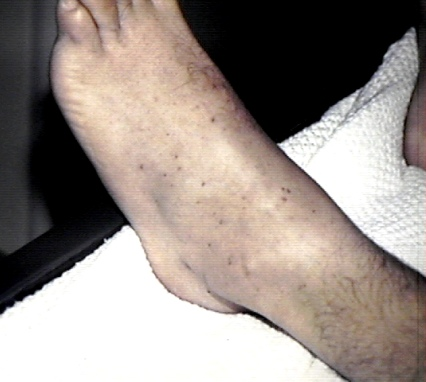
瘀点

许多患者在一般情况下起病隐匿，常表现为乏力，生活品質下降，反复的皮肤出血如瘀点、紫癜、瘀斑，黏膜出血如鼻出血、牙龈出血，月经过多，及外伤后止血困难等。有的可出现失血性贫血，但是有部分患者虽然存在血小板减少但是并没出血症状。内脏出血较少见。肝、脾、淋巴结很少有肿大表现。若患者遭受到感染，病情可骤然加重，可能出现广泛的、严重的皮肤、黏膜及内脏出血。

## 实验室检查
根据一些指南对怀疑患有本病的患者可以进行的实验室检查如下：
- 外周血涂片：以确认血小板减少不是由于血小板结块（即假性血小板减少症）造成的人为因素，并且没有诸如缺乏等形态性血小板异常血小板颗粒或均匀大小的血小板，可能提示遗传性血小板疾病。
- 血常规：血小板计数减少（血小板计数<100,000 /μL），血小板平均体积偏大。
- 出凝血及血小板功能检查：凝血功能正常，出血时间延长，血块收缩不良，束臂实验阳性。血小板功能正常。
- 骨髓象检查：骨髓巨核细胞数量正常或增加，巨核细胞发育成熟障碍（表现为体积减小，胞内颗粒减少，幼稚巨核细胞增加）；有血小板形成的巨核细胞显著减少，红系、粒系及单核系正常。
- 免疫学检查：80%的患者血小板相关抗体（PAIg）、血小板相关补体（PAC3）两者呈阳性。
- HIV和HCV测试：对所有患者进行HIV和丙型肝炎病毒（HCV）感染测试，因为血小板减少症是这些情况的常见表现，治疗潜在的感染可能会提高血小板计数[12][13]。

## 诊断与鉴别诊断
本病主要为排除诊断。其重要组成部分包括排除血小板减少症的其他可能原因以及确定可能导致继发性ITP的疾病。应从病史，体格检查和实验室检查三个方向进行判断，若未显示出血小板减少症的其他潜在病因时，可以做出原发性ITP的推定诊断。重要的是，对于轻度血小板减少症且无临床出血的患者，ITP的诊断并不意味着需要治疗。
本病需要排除假性血小板减少症及继发性血小板减少症，如再生障碍性贫血、遗传性血小板减少症、肝病和（或）脾功能亢进、骨髓增生异常综合症(MDS)、白血病、系统性红斑狼疮、药物性免疫性血小板减少症、微血管病变过程等。

## 治疗
本病属于自身免疫性疾病，目前尚无根治的方法，治疗目的是让患者血小板计数升高到安全水平而不是正常化，降低病死率。

### 一般治疗
出血严重者应注意休息，血小板<20×109 /L者应严格卧床，避免外伤，并服用止血药及局部止血。若患者无明显的出血倾向，血小板计数>30×109 /L，无手术、创伤，且不从事增加出血危险的工作或活动，发生出血的风险小的，可以观察随访，一般不需治疗。

### 一线治疗

#### 糖皮质激素
糖皮质激素为ITP的首选治疗，近期有效率达80%。其作用机制为：减少PAIg生成及减轻抗原抗体反应，抑制单核-巨噬细胞系统对血小板的破坏，改善毛细血管通透性，刺激骨髓造血及血小板对外周血的释放
常用药物有泼尼松、地塞米松、甲泼尼龙等。

#### 静脉输注丙种球蛋白(IVIg)
主要用于ITP的紧急治疗，不能耐受糖皮质激素治疗的患者，脾切除术前准备，妊娠或分娩前。
作用机制与封闭单核-巨噬细胞系统的Fc受体、抗体中和及免疫调节有关。注意，IgA缺乏、糖尿病和肾功能不全者慎用。

### 二线治疗
对于一线治疗无效或需要较大剂量糖皮质激素才能维持的患者，可以选择二线治疗。

#### 手术、介入治疗
若经正规的糖皮质激素治疗无效或不能使用糖皮质激素，可考虑脾切除术治疗，有效率约70～90%。但由于术中易出血使手术风险增大。
或者采用介入治疗，以脾动脉栓塞造成部分脾梗死也可达到相似的结果。

#### 免疫抑制剂
若经糖皮质激素治疗及手术治疗仍疗效不佳或不宜采用这两种治疗方法时可使用免疫抑制剂，也可以与糖皮质激素联合使用。
常用药物有长春新碱、环磷酰胺、硫唑嘌呤、环孢素等。

#### 其它
- 达那唑，为合成雄激素。
- 氨肽素
- 清除幽门螺杆菌：日本和意大利研究者发现幽门螺杆菌的感染与ITP有关，部分患者经抗幽门螺杆菌治疗后血小板计数升高。[16][17]

### 急症处理
适用于伴消化系统、泌尿生殖系统、中枢神经系统或其他部位的活动性出血或需要急诊手术的重症ITP患者
- 血小板输注
- 静脉输注丙种球蛋白IVIg)
- 促血小板生成药
- 大剂量甲泼尼龙
- 重组人活化因子Ⅶ(rhFⅦa)

## 外部連結
- The ITP Foundation - A nonprofit organization dedicated to helping children with Immune Thrombocytopenic Purpura
- ITPeducation.com （页面存档备份，存于） This educational curriculum is designed to provide evidence-based clinical information on the diagnosis and management of patients with ITP to hematologists, oncologists, and other health care professionals
- Platelet Disorder Support Association （页面存档备份，存于） A non-profit corporation to provide information, support, and encourage research about ITP and other platelet disorders
- ITP Support Association. （页面存档备份，存于） A UK registered charity which aims to promote and improve the general welfare of patients, and the families of patients, with Immune Thrombocytopenic Purpura.